# 諾曼·文森特·皮爾

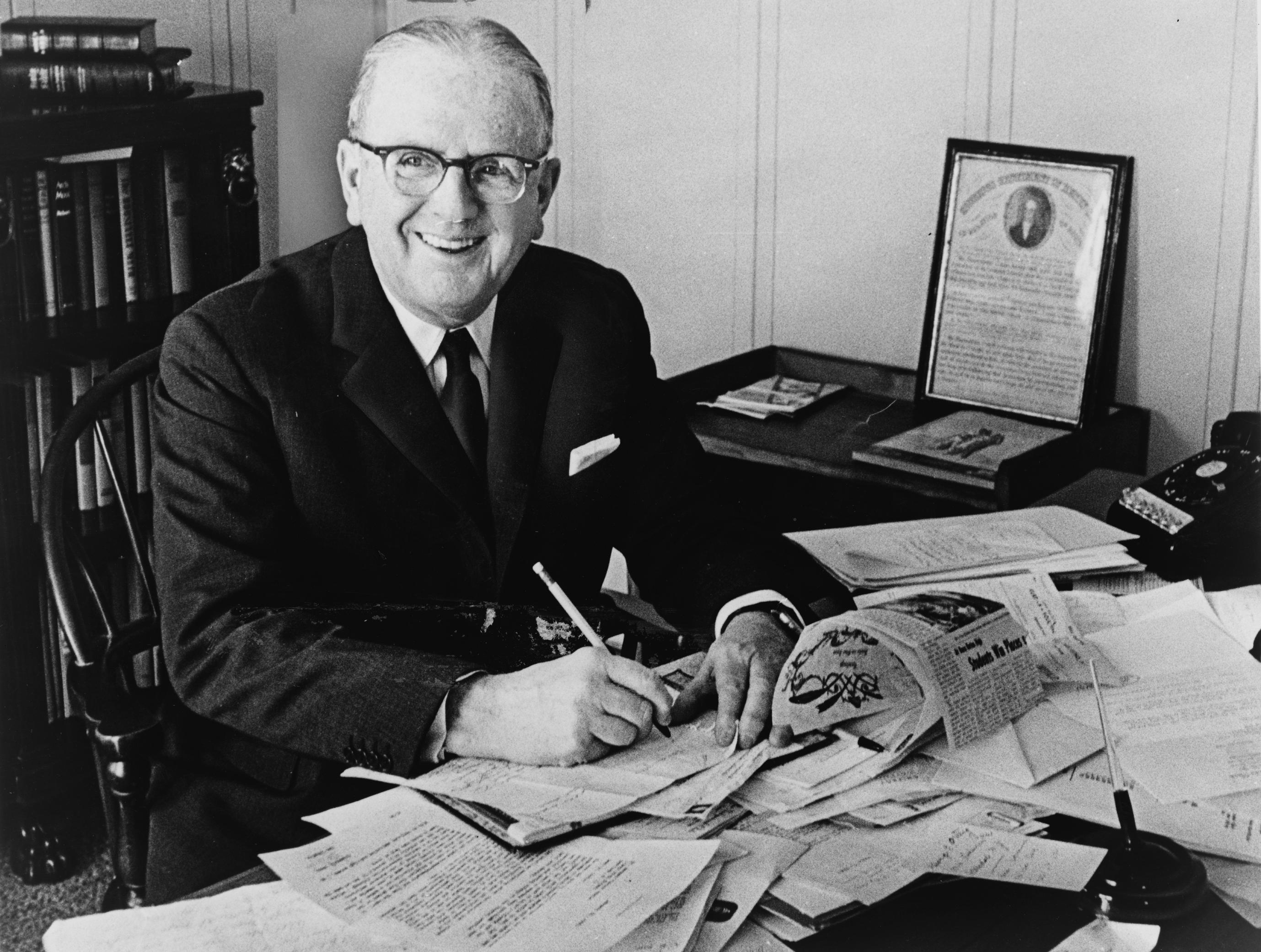
諾曼·文森特·皮爾

诺曼·文森特·皮尔（英語：Norman Vincent Peale；1898年5月31日—1993年12月24日）是一位美国新教牧师， 也是一位作家，他經常在書中表示做人要有积极心态。他自1932年起担任大理石學院教堂的牧师，並且成為美国归正会的領導人，直到1984年退休。除了布道之外，他还从事写作、编辑以及广播电视主持工作。
諾曼·文森特·皮爾反对约翰·肯尼迪出任总统，由於约翰·肯尼迪是天主教徒，諾曼·文森特·皮爾認為他的当选會讓美國文化岌岌可危。神学家雷茵霍尔德·尼布尔則認為皮尔“盲目且具有偏见”，面对公众的批评，皮尔撤回了他的言论。1952年美国总统选举期間，他还反对阿德萊·史蒂文森二世競選總統，因为他离过婚，阿德萊·史蒂文森二世對此則表示：“我觉得圣保罗很有吸引力，而圣皮尔卻令人震惊” 。
1984年3月26日，皮尔被美國總統罗纳德·里根授予總統自由勳章。1993年12月24日，他因中风去世，享年95岁。